# Gnathopleura cariosa
Gnathopleura cariosa är en stekelart som först beskrevs av Marsh 1968.  Gnathopleura cariosa ingår i släktet Gnathopleura och familjen bracksteklar. Inga underarter finns listade i Catalogue of Life.